# Petr Nesrsta
Petr Nesrsta (* 14. dubna 1953) je bývalý český fotbalista, útočník. Po skončení aktivní kariéry působil jako trenér.

## Fotbalová kariéra
V československé lize hrál za Baník Ostrava. Nastoupil v 6 ligových utkáních a dal 2 ligové góly. Ve druhé nejvyšší soutěži hrál za TJ Vítkovice a VOKD Poruba.

## Ligová bilance
| Ročník                                   | Zápasy | Góly | Klub          |
| ---------------------------------------- | ------ | ---- | ------------- |
| 1. československá fotbalová liga 1974/75 | 2      | 0    | Baník Ostrava |
| 1. československá fotbalová liga 1976/77 | 4      | 2    | Baník Ostrava |
| Česká národní fotbalová liga 1978/79     | -      | -    | VOKD Poruba   |
| Česká národní fotbalová liga 1981/82     | 21     | 7    | VOKD Poruba   |
| Česká národní fotbalová liga 1982/83     | 27     | 7    | VOKD Poruba   |
| Česká národní fotbalová liga 1983/84     | 29     | 14   | VOKD Poruba   |
| Česká národní fotbalová liga 1984/85     | 27     | 3    | VOKD Poruba   |
| Česká národní fotbalová liga 1985/86     | 18     | 2    | VOKD Poruba   |
| Česká národní fotbalová liga 1986/87     | 5      | 0    | VOKD Poruba   |
| 1. LIGA CELKEM                           | 6      | 2    |               |

## Trenérská kariéra
- 1996/97 FC Baník Ostrava - asistent
- 1997/98 FC Baník Ostrava - asistent